# Acanthorhynchus
Acanthorhynchus är ett fågelsläkte i familjen honungsfåglar inom ordningen tättingar. Släktet omfattar endast två arter som båda förekommer i Australien:
- Rosthalsad honungsfågel (A. superciliosus)
- Rostnackad honungsfågel (A. tenuirostris)